# Milieux alluviaux et aquatiques du fleuve Rhône, de Jons à Anthon
Milieux alluviaux et aquatiques du fleuve Rhône, de Jons à Anthon este o arie protejată (sit de importanță comunitară — SCI) din Franța întinsă pe o suprafață de 384 ha, integral pe uscat.

## Localizare
Centrul sitului Milieux alluviaux et aquatiques du fleuve Rhône, de Jons à Anthon este situat la coordonatele 45°49′15″N 5°04′39″E / 45.8208°N 5.07756°E.

## Înființare
Situl Milieux alluviaux et aquatiques du fleuve Rhône, de Jons à Anthon a fost declarat arie specială de conservare în baza directivei 92/43 din 1992 referitoare la conservarea habitatelor naturale și a faunei și florei sălbatice pentru a proteja 1 specie de plante și 9 specii de animale.

## Biodiversitate
Situată în ecoregiunea continentală, aria protejată conține 7 habitate naturale: Lacuri eutrofice naturale cu vegetație de tip Magnopotamion sau Hydrocharition, Cursuri de apă de la nivel de câmpie la nivel montan, cu vegetație Ranunculion fluitantis și Callitricho-Batrachion, Pajiști uscate seminaturale și facies de acoperire cu tufișuri pe substraturi calcaroase (Festuco-Brometalia) (* situri importante pentru orhidee), Pajiști cu Molinia pe soluri calcaroase, turboase sau argilos-nămoloase (Molinion caeruleae), Păduri aluvionare cu Alnus glutinosa și Fraxinus excelsior (Alno-Padion, Alnion incanae, Salicion albae), Ape puternic oligomezotrofe cu vegetație bentonică cu Chara spp., Păduri mixte riverane de Quercus robur, Ulmus laevis și Ulmus minor, Fraxinus excelsior sau Fraxinus angustifolia, de-a lungul marilor râuri (Ulmenion minoris).
La baza desemnării sitului se află mai multe specii protejate:
- plante (1): Luronium natans
- amfibieni (2): izvoraș-cu-burta-galbenă (Bombina variegata), triton cu creastă (Triturus cristatus)
- mamifere (2): castor (Castor fiber), vidră de râu (Lutra lutra)
- nevertebrate (3): Anisus vorticulus, Coenagrion mercuriale, Vertigo moulinsiana
- pești (2): țipar (Misgurnus fossilis), Zingel asper